# بدرود عشق تابستانی من (ترانه)
«بدرود عشق تابستانی من» (به انگلیسی: Farewell My Summer Love) ترانه‌ای از هنرمند اهل ایالات متحده آمریکا مایکل جکسون است که در سال ۱۹۷۳ ضبط شده‌است. این ترانه در آلبوم گردآوری‌شده بدرود عشق تابستانی من قرار گرفت.